# Tenosique de Pino Suárez
Tenosique de Pino Suárez är en ort i Mexiko.   Den ligger i kommunen Tenosique och delstaten Tabasco, i den sydöstra delen av landet, 800 km öster om huvudstaden Mexico City. Tenosique de Pino Suárez ligger 33 meter över havet och antalet invånare är 32 415.
Terrängen runt Tenosique de Pino Suárez är platt norrut, men söderut är den kuperad. Terrängen runt Tenosique de Pino Suárez sluttar norrut. Runt Tenosique de Pino Suárez är det ganska glesbefolkat, med 26 invånare per kvadratkilometer. Tenosique de Pino Suárez är det största samhället i trakten. Trakten runt Tenosique de Pino Suárez består till största delen av jordbruksmark.